# La Ronde des djins
 (août 2025).
La Ronde des djins est un film muet français réalisé par Louis Feuillade, sorti en 1908.